# Castello di Puivert
Il castello di Puivert (Puègverd in occitano) fu uno dei cosiddetti castelli catari durante il XIII secolo. È situato in Linguadoca-Rossiglione nella regione di Quercorb, 60 km a sud di Carcassonne in Francia.
Il castello è stato classificato come monumento storico dal Ministro della Cultura Francese nel 1902.

## Storia

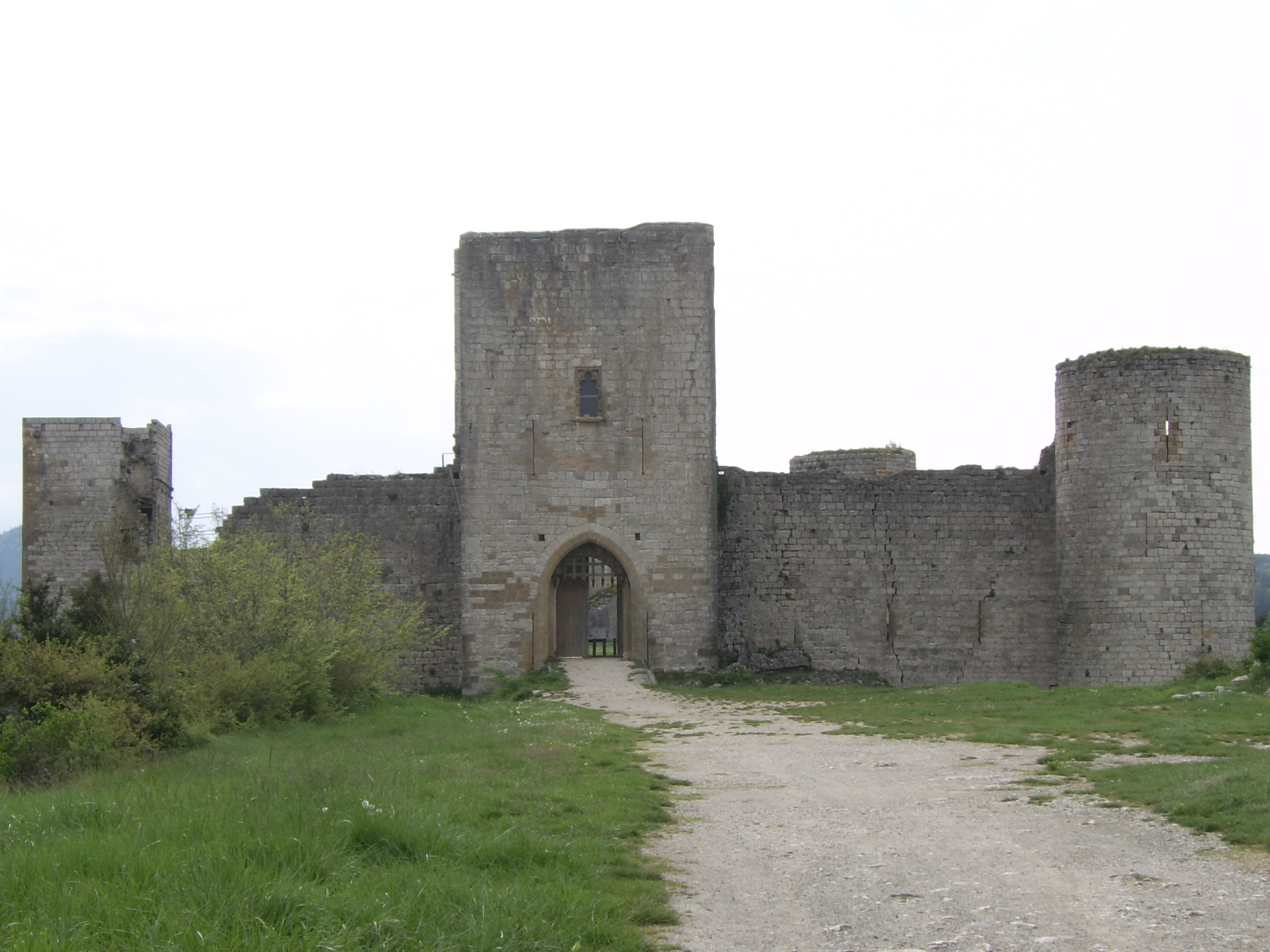
Vista del castello di Puivert

La costruzione risale al 1170, periodo in cui il castello apparteneva alla famiglia Congost durante la crociata degli Albigesi. Questi signori praticavano il catarismo ed erano visti come eretici.
Sono rimaste testimonianze medievali secondo cui tra la fine del XII e l'inizio del XIII secolo il castello fosse la residenza estiva dei visconti di Albi, Béziers e Carcassonne, vale a dire dei più potenti tra i vassalli del conte di Tolosa. Qui sarebbero confluiti dalle regioni limitrofe alcuni dei più famosi trovatori dell'epoca, particolarmente amati da Adelaide, moglie del visconte Ruggero II Trencavel e sorella di Raimondo VI conte di Tolosa.
Nel novembre 1210, nell'ambito della crociata contro gli albigesi, il castello venne preso d'assedio dall'esercito di Simon de Montfort e dopo soli tre giorni Puivert divenne dominio della corona francese. A quanto pare, però, le serate in nome dell'amore cortese proseguirono anche con il cambio di proprietà, come dimostrano le sculture dei menestrelli presenti nel dongione.
Recentemente è stata avanzata l'ipotesi che la principale "Puivert dei trovatori" si trovasse in realtà in Catalogna, dove esiste in effetti una località chiamata Puivert d'Agramont, meta anch'essa nello stesso periodo di trovatori e menestrelli.

## Descrizione

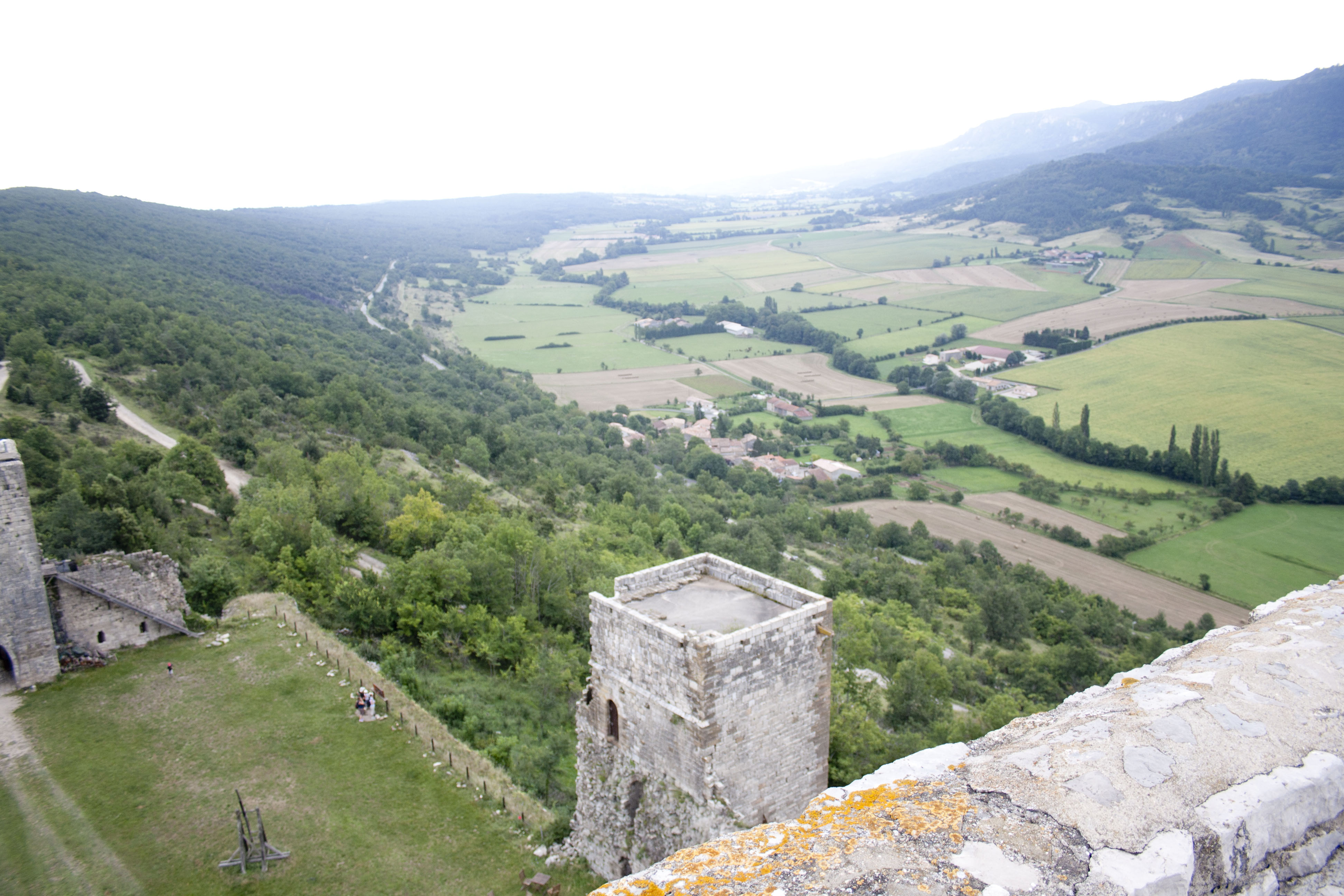
Vista della vallata est dal Mastio

Al quarto piano del dongione si trova ancora oggi la sala dei musicisti, chiamata così per via delle otto sculture rappresentanti menestrelli coi loro strumenti. È infatti accertato che durante il XII secolo la fortezza ospitò un famoso incontro di trovatori. Tuttora nella sala sono esposti in vetrina gli strumenti utilizzati all'epoca (organo portatile, flauti, liuto, cornamusa per dirne alcuni).
Come tutti i castelli catari anche questo possedeva funzioni guerresche soprattutto a scopo difensivo. Il recinto, che si estende su una lunghezza di 175 metri, racchiudeva la vita dell'epoca tipicamente ai canoni delle fortezze catare che nascevano proprio come villaggi "fortificati".
Solo cinque delle otto strutture iniziali esistono ancora: si tratta della porta-torre quadrata al centro della cortina est, le due torri rotonde sul lato nord, una torre quadrata sull'ormai scomparsa cinta sud e infine il mastio che è la parte meglio conservata. Misura 15 metri di lato ed è alto 35 metri. Si accede ai quattro piani attraverso una strettissima scala a chiocciola che sale fino alla maestosa terrazza.
La superficie totale del sito è molto grande: 3200 m² all'interno delle mura.

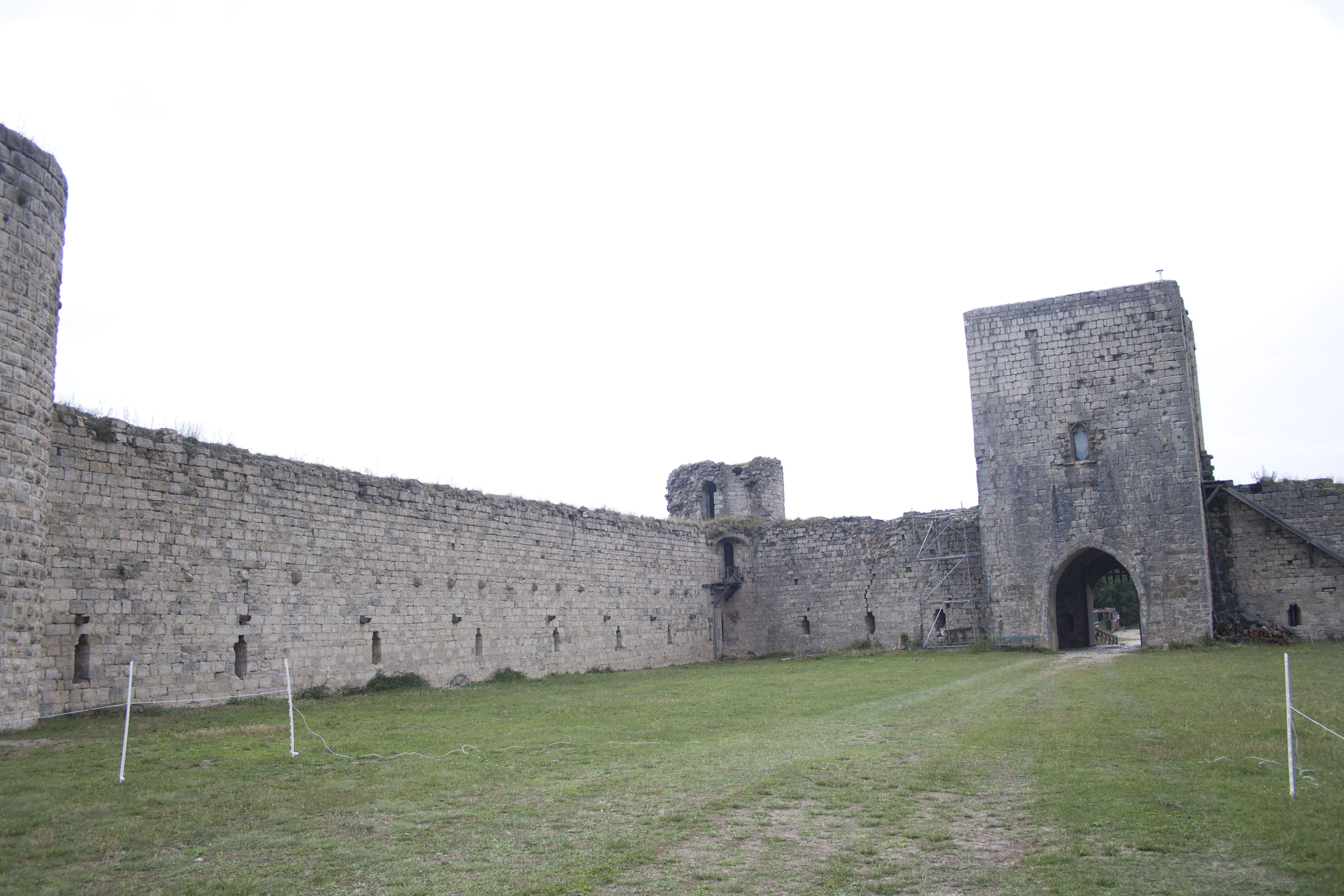
Il cortile

## Curiosità
- La leggenda vuole che i numerosi catari che abitavano il castello prima dell'assedio siano misteriosamente "scomparsi" all'irrompere delle truppe francesi. Ciò è stato interpretato con il possibile utilizzo di un passaggio segreto ancora non trovato.
- Il regista Roman Polański ha scelto il castello di Puivert come castello del Diavolo nel film La nona porta con Johnny Depp.